# Victor (Montana)
Pour les articles homonymes, voir Victor.
Victor est une census-designated place située dans le comté de Ravalli, dans l’État du Montana, aux États-Unis. Lors du recensement de 2010, sa population a été estimée à 745 habitants.

## Source
- (en) Cet article est partiellement ou en totalité issu de l’article de Wikipédia en anglais intitulé « Victor, Montana » (voir la liste des auteurs).